# Calder Memorial Trophy
Calder Memorial Trophy – nagroda przyznawana corocznie najlepszemu debiutantowi w NHL w sezonie zasadniczym. Wyboru dokonują członkowie Stowarzyszenia Zawodowych Dziennikarzy Hokejowych. Kandydaci do tej nagrody mogą mieć na koncie maksymalnie 25 meczów rozegranych w jednym sezonie, w jakiejkolwiek profesjonalnej lidze hokejowej. Ponadto nie mogą być starsi niż 26 lat.
Nazwa trofeum pochodzi od nazwiska Franka Caldera, pierwszego prezydenta NHL, urzędującego w latach 1917–1943.

## Lista nagrodzonych

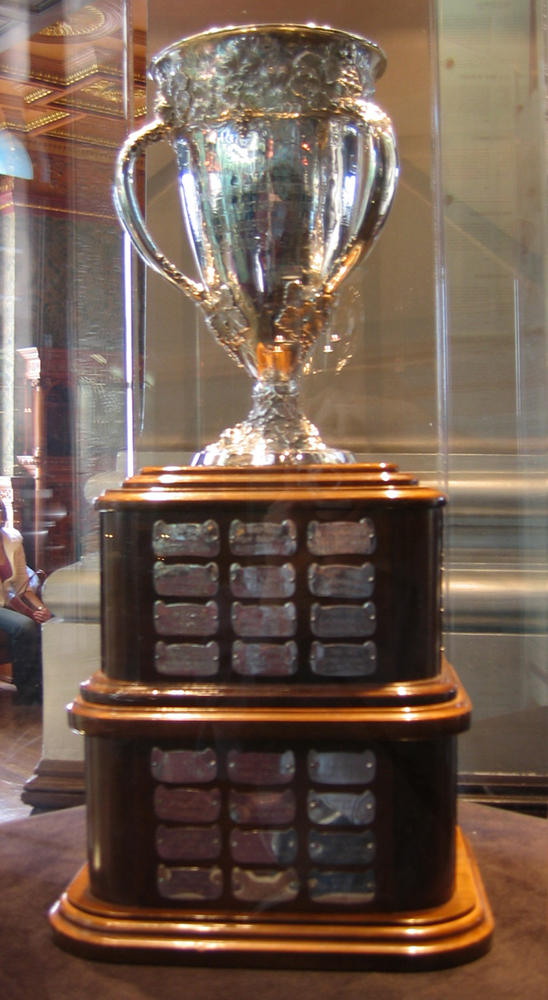
Trofeum Calder Memorial Trophy

- 2024 - Connor Bedard, Chicago Blackhawks
- 2023 - Matthew Beniers, Seattle Kraken
- 2022 - Moritz Seider, Detroit Red Wings
- 2021 - Kiriłł Kaprizow, Minnesota Wild
- 2020 - Cale Makar, Colorado Avalanche
- 2019 - Ellias Pettersson, Vancouver Canucks
- 2018 - Mathew Barzal, New York Islanders
- 2017 - Auston Matthews, Toronto Maple Leafs
- 2016 - Artiemij Panarin, Chicago Blackhawks
- 2015 – Aaron Ekblad, Florida Panthers
- 2014 – Nathan MacKinnon, Colorado Avalanche
- 2013 – Jonathan Huberdeau, Florida Panthers
- 2012 – Gabriel Landeskog, Colorado Avalanche
- 2011 – Jeff Skinner, (Carolina Hurricanes)
- 2010 – Tyler Myers, (Buffalo Sabres)
- 2009 – Steve Mason, (Columbus Blue Jackets)
- 2008 – Patrick Kane, (Chicago Blackhawks)
- 2007 – Jewgienij Małkin, (Pittsburgh Penguins)
- 2006 – Aleksandr Owieczkin, (Washington Capitals)
- 2005 - nie przyznano z powodu lockout-u
- 2004 – Andrew Raycroft, (Boston Bruins)
- 2003 – Barret Jackman, (St. Louis Blues)
- 2002 – Dany Heatley, (Atlanta Thrashers)
- 2001 – Jewgienij Nabokow, (San Jose Sharks)
- 2000 – Scott Gomez, (New Jersey Devils)
- 1999 – Chris Drury, (Colorado Avalanche)
- 1998 – Siergiej Samsonow, (Boston Bruins)
- 1997 – Bryan Berard, (New York Islanders)
- 1996 – Daniel Alfredsson, (Ottawa Senators)
- 1995 – Peter Forsberg, (Quebec Nordiques)
- 1994 – Martin Brodeur, (New Jersey Devils)
- 1993 – Teemu Selänne, (Winnipeg Jets)
- 1992 – Pawieł Bure, (Vancouver Canucks)
- 1991 – Ed Belfour, (Chicago Blackhawks)
- 1990 – Siergiej Makarow, (Calgary Flames)
- 1989 – Brian Leetch, (New York Rangers)
- 1988 – Joe Nieuwendyk, (Calgary Flames)
- 1987 – Luc Robitaille, (Los Angeles Kings)
- 1986 – Gary Suter, (Calgary Flames)
- 1985 – Mario Lemieux, (Pittsburgh Penguins)
- 1984 – Tom Barrasso, (Buffalo Sabres)
- 1983 – Steve Larmer, (Chicago Blackhawks)
- 1982 – Dale Hawerchuk, (Winnipeg Jets)
- 1981 – Peter Šťastný, (Quebec Nordiques)
- 1980 – Ray Bourque, (Boston Bruins)
- 1979 – Bobby Smith, (Minnesota North Stars)
- 1978 – Mike Bossy, (New York Islanders)
- 1977 – Willi Plett, (Atlanta Flames)
- 1976 – Bryan Trottier, (New York Islanders)
- 1975 – Eric Vail, (Atlanta Flames)
- 1974 – Denis Potvin, (New York Islanders)
- 1973 – Steve Vickers, (New York Rangers)
- 1972 – Ken Dryden, (Montreal Canadiens)
- 1971 – Gilbert Perreault, (Buffalo Sabres)
- 1970 – Tony Esposito, (Chicago Blackhawks)
- 1969 – Danny Grant, (Minnesota North Stars)
- 1968 – Derek Sanderson, (Boston Bruins)
- 1967 – Bobby Orr, (Boston Bruins)
- 1966 – Brit Selby, (Toronto Maple Leafs)
- 1965 – Roger Crozier, (Detroit Red Wings)
- 1964 – Jacques Laperriere, (Montreal Canadiens)
- 1963 – Kent Douglas, (Toronto Maple Leafs)
- 1962 – Bobby Rousseau, (Montreal Canadiens)
- 1961 – Dave Keon, (Toronto Maple Leafs)
- 1960 – Bill Hay, (Chicago Blackhawks)
- 1959 – Ralph Backstrom, (Montreal Canadiens)
- 1958 – Frank Mahovlich, (Toronto Maple Leafs)
- 1957 – Larry Regan, (Boston Bruins)
- 1956 – Glenn Hall, (Detroit Red Wings)
- 1955 – Ed Litzenberger, (Chicago Blackhawks)
- 1954 – Camille Henry, (New York Rangers)
- 1953 – Gump Worsley, (New York Rangers)
- 1952 – Bernie Geoffrion, (Montreal Canadiens)
- 1951 – Terry Sawchuk, (Detroit Red Wings)
- 1950 – Jack Gelineau, (Boston Bruins)
- 1949 – Pentti Lund, (New York Rangers)
- 1948 – Jim McFadden, (Detroit Red Wings)
- 1947 – Howie Meeker, (Toronto Maple Leafs)
- 1946 – Edgar Laprade, (New York Rangers)
- 1945 – Frank McCool, (Toronto Maple Leafs)
- 1944 – August 'Gus' Bodnar, (Toronto Maple Leafs)
- 1943 – Gaye Stewart, (Toronto Maple Leafs)
- 1942 – Grant Warwick, (New York Rangers)
- 1941 – Johnny Quilty, (Montreal Canadiens)
- 1940 – Kilby MacDonald, (New York Rangers)
- 1939 – Frank Brimsek, (Boston Bruins)
- 1938 – Cully Dahlstrom, (Chicago Blackhawks)
- 1937 – Syl Apps, (Toronto Maple Leafs)
- 1936 – Mike Karakas, (Chicago Blackhawks)
- 1935 – Sweeney Schriner, (New York Americans)
- 1934 – Russ Blinko, (Montreal Maroons)
- 1933 – Carl Voss, (Detroit Red Wings)